# Robin van Aggele
Robin van Aggele, né le 30 juillet 1984 à Hilversum, est un nageur néerlandais, spécialiste de la brasse.

## Biographie
Robin van Aggele a fait ses débuts internationaux aux Championnats d'Europe SC 2004 à Vienne . Aux Championnats du monde LC 2005 à Montréal, il a terminé 14e au 200 m quatre nages individuel et 11e au 400 m quatre nages individuel. Plus tard cette année-là, il a terminé 4e au 100 m quatre nages individuel aux Championnats d'Europe SC 2005 à seulement 0,01 s de Vytautas Janušaitis 
En 2006, van Aggele s'est qualifié pour les Championnats d'Europe LC 2006 mais n'a pas commencé parce qu'il s'était entraîné trop dur et était trop fatigué pour concourir. À Helsinki , il remporte sa première médaille internationale avec l'équipe de relais néerlandaise au 4 × 50 m nage libre en terminant 3e. Aux Championnats du monde LC 2007, il a atteint une 10e place au 50 m brasse comme meilleur résultat. Aux championnats nationaux de juin, il s'est nommé pour le 200 m quatre nages individuel à Pékin 2008 . À la fin de l'année, il a confirmé sa nomination et s'est qualifié pour les jeux de la Dutch Open Swim Cup . Une semaine plus tard, il remporte une médaille de bronze avec l'équipe 4 × 50 m quatre nages aux Championnats d'Europe SC 2007 à Debrecen .

## Palmarès

### Championnats du monde de natation en petit bassin
- Championnats du monde 2008 à Manchester ( Royaume-Uni)
  -  Médaille d'argent du relais 4 × 100 m nage libre

### Championnats d'Europe de natation en petit bassin
- Championnats d'Europe 2009 à Istanbul ( Turquie)
  -  Médaille d'or du 100 m brasse
- Championnats d'Europe 2010 à Eindhoven ( Pays-Bas)
  -  Médaille d'or du 50 m brasse
  -  Médaille de bronze du 100 m brasse